# Helfried Moosbrugger
Helfried Moosbrugger (* 3. Januar 1944 in Graz, Österreich) ist ein österreichischer Psychologe. Er war bis 2011 Professor für Forschungsmethoden und Evaluation im Fachbereich Psychologie und Sportwissenschaften an der Johann Wolfgang Goethe-Universität Frankfurt am Main.

## Leben
Helfried Moosbrugger besuchte das Akademische Gymnasium (Graz). Ab 1962 studierte er Psychologie an den Universitäten Graz, Marburg und Innsbruck und schloss das Studium 1969 mit der Promotion zum Dr. phil. ab. Von 1969 bis 1971 war er Universitätsassistent an der Universität Innsbruck, anschließend arbeitete er als wissenschaftlicher Mitarbeiter am Deutschen Institut für Internationale Pädagogische Forschung in Frankfurt am Main. Von 1975 bis 1977 leitete er dort die Abteilung für angewandte Statistik. Parallel vertrat er von 1973 bis 1974 einen Lehrstuhl an der Universität Trier.
1975 erhielt er einen Ruf an die Universität in Mainz und wechselte 1977 an die Johann Wolfgang Goethe-Universität Frankfurt am Main, wo er bis 2011 wirkte.
Moosbrugger ist gewählter Stadtverordneter im Parlament der Stadt Kronberg im Taunus. Er ist im Vorstand der Kronberg Academy for Chamber Music.

## Leistungen in der Forschung
Analyseverfahren für nichtlineare Effekte in latenten Strukturgleichungsmodellen; Evaluation der Direktauswahl von Studierenden durch die Universität; Entwicklung und Erprobung des Self-Assessments für Studienbewerber in Psychologie und Informatik; Erprobung der englischen Fassung „FACT-2. Frankfurt Adaptive Concentration Test“; Aktualisierung und Neunormierung des Frankfurter Aufmerksamkeits-Inventars FAIR und psychometrische Erfassung von Spiritualität und Achtsamkeit.
Helfried Moosbrugger hatte mehrere Gastprofessuren im Ausland.

## Mitgliedschaften, Akademische Funktionen
- 1978, 1988 und 1991: Geschäftsführender Direktor des Instituts für Psychologie der Goethe-Universität
- 1980–1983 und 1993–1996: Dekan des Fachbereichs Psychologie und Senator der Goethe-Universität
- 1994–2004: Vorsitzender des Prüfungsausschusses Psychologie der Goethe-Universität
- seit 1996: Vorstandstätigkeit Deutsche Gesellschaft für Psychologie
- 2003: Sprecher der Fachgruppe Methoden und Evaluation der DGPs
- 2003–2011: Vorsitzender des Testkuratoriums der Föderation deutscher Psychologenvereinigungen
- 2004: Gründungsmitglied European Association of Methodology und bis 2010 Tätigkeit dort als Treasurer im Executive Committee
- 2004–2009: Dekan Fachbereich Psychologie und Sportwissenschaften der Goethe-Universität
- seit 2008: Expertenbeirat Studieneignungsdiagnostik der Hochschulrektorenkonferenz
- International Society for the Study of Individual Differences
- International Testing Commission
- International Association of Applied Psychology
- Gesellschaft für Evaluation (DeGEval)

## Auszeichnungen
- 2007: Wissenschaftspreis für „Computergestützte Diagnostik“ der Fachgruppe DPPD der Deutschen Gesellschaft für Psychologie (mit Frank Goldhammer)
- 2007: Medida-Prix (mit Siegbert Reiß)

## Schriften (Auswahl)
- mit Augustin Kelava (Hrsg.): Testtheorie und Fragebogenkonstruktion. Springer, Heidelberg 2007, ISBN 978-3-540-71634-1 und ISBN 3-540-71634-3.
- mit Frank Goldhammer: FAKT-II. Frankfurter Adaptiver Konzentrationsleistungs-Test II – Manual – Grundlegend neu bearbeitete und neu normierte 2. Auflage des FAKT von H. Moosbrugger und M. Heyden (1997). Huber, Bern 2007.
- mit K. Westhoff, L. J. Hellfritsch, K. D. Hornke, F. Lang, A. Püschel und G. Reimann (Hrsg.): Grundwissen für die berufsbezogene Eignungsbeurteilung nach DIN 33430 (2. überarb. Aufl.). Pabst, Lengerich 2005, ISBN 3-89967-235-6.
- mit Christian Zwingmann (Hrsg.): Religiosität: Messverfahren und Studien zu Gesundheit und Lebensbewältigung. Neue Beiträge zur Religionspsychologie. Waxmann, Münster 2004, ISBN 3-8309-1428-8.
- Lineare Modelle. Regressions- und Varianzanalysen. 3. gründlich überarbeitete und ergänzte Auflage. Unter Mitarbeit von Ulrike Rabl. Huber, Bern 2002, ISBN 3-456-83901-4.
- Multivariate statistische Analyseverfahren. Mit einer Einführung in die Matrixalgebra (3. durchgesehene Aufl.). Institut für sozialwissenschaftliche Forschung, Münster 1997, ISBN 3-926083-11-5.
- mit Christian Zwingmann und Dirk Frank (Hrsg.): Religiosität, Persönlichkeit und Verhalten. Beiträge zur Religionspsychologie. Waxmann, Münster 1996, ISBN 3-89325-420-X.
- mit Dirk Frank: Clusteranalytische Methoden in der Persönlichkeitsforschung. Eine anwendungsorientierte Einführung in taxometrische Klassifikationsverfahren. Huber, Bern 1992, ISBN 3-456-82320-7.
- mit Hans Müller: Psychologische Statistik. Aufgabensammlung mit Lösungen und Klausurbeispielen (2. Aufl.). Deutsch, Frankfurt am Main 1990, ISBN 3-8171-1178-9.
- mit Christian Zwingmann: Statistik-Arbeitsbuch. Aufgabensammlung und vollständige Lösungen zu Regressions- und Varianzanalysen. Deutsch, Frankfurt am Main 1989, ISBN 3-8171-1140-1.

## Reviewer für Zeitschriften
- Diagnostica; European Journal of Personality; European Journal of Psychological Assessment
- European Psychologist; Journal of Individual Differences; Journal of Negligible Research
- Methodology; Methods of Psychological Research – Online; Personality and Individual Differences
- Psychological Methods; Psychologische Rundschau; Psychometrika
- Report Psychologie; Social Forces; Sociological Research and Methods
- Zeitschrift für Differentielle & Diagnostische Psychologie; Zeitschrift für Evaluation
- Zeitschrift für Pädagogische Psychologie; Zeitschrift für Personalpsychologie; Zeitschrift für Psychologie